# Gastrochilus sessanicus
Gastrochilus sessanicus är en orkidéart som beskrevs av A.Nageswara Rao. Gastrochilus sessanicus ingår i släktet Gastrochilus och familjen orkidéer.
Artens utbredningsområde är Arunachal Pradesh. Inga underarter finns listade i Catalogue of Life.